# Веронези, Джованни
Джованни Веронези (итал. Giovanni Veronesi; род. 31 августа 1962, Прато, Италия) — итальянский сценарист, актёр и режиссёр. Брат писателя Сандро Веронези.

## Биография
Веронези писал сценарии для фильмов Франческо Нути, Леонардо Пьераччони, Массимо Чеккерини, Карло Вердоне. В дальнейшем он достиг коммерческого успеха в качестве режиссёра фильмов «Что с нами будет?» (2004) и специально Boxoffice победителей «Учебник любви» (2005) и «Учебник любви: Истории» (2007).

## Фильмография

### Режиссёр
- Марамао (1987)
- Ради любви, только ради любви… (1993)
- Рождение тишины (1996)
- Цирюльник из Рио (1996)
- Виола целует всех (1998)
- Мой Дикий Запад (1998)
- Ведьмы к северу (2001)
- Что с нами будет? (2004)
- Учебник любви (2005)
- Учебник любви: Истории (2007)
- Итальянцы (2009)
- Родители и дети. Взболтать перед употреблением (2010)
- Любовь: Инструкция по применению (2011)
- Мушкетёры короля — предпоследняя миссия (2018)

### Сценарист
- Во всём виноват рай (1985)
- Околдованные (1987)
- Марамао (1987)
- Польский отец Карузо Паскорски (1988)
- Женщины в юбках (1991)
- Рождественские каникулы '91  (1991)
- Анни 90 (1992)
- Папочка, не красней (1992)
- Ради любви, только ради любви... (1993)
- OcchioPinocchio (1994)
- Мужчины, мужчины, мужчины (1995)
- Выпускники (1995)
- Рождение тишины (1996)
- Три (1996)
- Цирюльник из Рио (1996)
- Циклон (1996)
- Пять дней шторма (1997)
- Фейерверк (1997)
- Виола целует всех (1998)
- Мой Дикий Запад (1998)
- Фитиль (1999)
- Рыба-любовь(1999)
- Однажды была китаянка в коме (2000)
- Лицо Пикассо (2000)
- Ведьмы к северу  (2001)
- Принц и пират (2001)
- Моя жизнь со звёздами и полосами (2003)
- Внезапный рай  (2003)
- Что с нами будет? (2004)
- Учебник любви (2005)
- Люблю тебя на всех языках мира (2005)
- Учебник любви: Истории  (2007)
- Любовь: Инструкция по применению (2011)

### Актёр
- Студенческий поход (1983)
- Польский отец Карузо Паскорски (1988)
- Лицо Пикассо (2000)
- Побег с места происшествия (2001)